# László Bíró (biskup)
László Bíró (ur. 31 października 1950 w Szekszárdzie) – węgierski duchowny katolicki, biskup polowy armii węgieskiej w latach 2008–2021.

## Życiorys

### Prezbiterat
Święcenia kapłańskie otrzymał 23 czerwca 1974 i został inkardynowany do diecezji peckiej. Pracował jako duszpasterz parafialny oraz jako sekretarz biskupi. W latach 1989–1994 kierował parafią katedralną.

### Episkopat
18 kwietnia 1994 papież Jan Paweł II mianował go biskupem pomocniczym archidiecezji Kalocsa-Kecskemét, ze stolicą tytularną Castra Galbae. Sakry biskupiej udzielił mu 21 maja 1994 kardynał László Paskai. Jako biskup pełnił funkcję rektora krajowego seminarium.
20 listopada 2008 został biskupem ordynariuszem polowym armii węgieskiej.
18 lutego 2021 papież Franciszek przyjął jego rezygnację z pełnionej funkcji.